# Tango in the Night
| Оценки критиков               | Оценки критиков |
| Источник                      | Оценка          |
| ----------------------------- | --------------- |
| AllMusic                      | [ 1 ]           |
| Blender                       | [ 2 ]           |
| Chicago Sun-Times             | [ 3 ]           |
| The Guardian                  | [ 4 ]           |
| Los Angeles Times             | [ 5 ]           |
| Mojo                          | [ 6 ]           |
| Pitchfork                     | 8.7/10          |
| The Rolling Stone Album Guide | [ 8 ]           |
| The Village Voice             | B+              |

Tango in the Night — четырнадцатый студийный альбом британо-американской рок-группы Fleetwood Mac, выпущенный 13 апреля 1987 года. Это пятый и последний студийный альбом самого успешного состава группы — Линдси Бакингема, Мика Флитвуда, Кристин Макви, Джона Макви и Стиви Никс — поскольку Бакингем покинул группу в том же году.
Спродюсированный Бакингемом совместно с Ричардом Дэшутом, Tango in the Night начинался как один из сольных проектов Бакингема, однако к 1985 году перерос в следующий альбом Fleetwood Mac. Пластинка содержит несколько хит-синглов, в том числе четыре попавших в Top-20 Billboard Hot 100: «Big Love» (№ 5), «Seven Wonders» (№ 19), «Little Lies» (№ 4) и «Everywhere» (№ 4). Два дополнительных сингла, «Family Man» (№ 90) и «Isn’t It Midnight», были менее успешны в хит-парадах. Международный тираж альбома составил более 15 миллионов копий. В марте 2017 года были выпущено ремастированное «делюксовое» переиздание Tango in the Night, в виде бокс-сета: 3CD/1DVD/1-LP.
На обложке альбома изображена картина австралийского художника Бретта-Ливингстона Стронга, которая висела в доме Бакингема. Она представляла собой оммаж французскому художнику Анри Руссо, в стиле его красочных работ на тему джунглей, таких как «Заклинательница змей» и «Трапеза льва». Эта картина также использовалась в качестве обложки для главного сингла альбома — «Big Love».

## История
По окончании турне Mirage Tour (1982) четыре участника Fleetwood Mac выпустили пять сольных альбомов, добившиеся разной степени популярности. Мик Флитвуд, Кристин Макви и Линдси Бакингем записали по одной пластинке, а Стиви Никс — две.
В 1985 году Кристин Макви предложили записать кавер-версию песни Элвиса Пресли «Can’t Help Falling in Love» для саундтрека к фильму «A Fine Mess». Макви пригласила Ричарда Дэшута, который был звукорежиссёром и продюсером трёх альбомов Fleetwood Mac — Rumours, Tusk и Mirage — чтобы помочь с продакшеном. Музыкальные инструменты были арендованы у Fleetwood Mac, а в качестве сопродюсера в проект был приглашён Грег Дроман, недавно переехавший в Лос-Анджелес по приглашению Джо Уолша. Дэшут и Дроман столкнулись в студии звукозаписи Captain & Tennille и «просто поладили». Спустя несколько недель Дроман записал с Бакингемом песню «Time Bomb Town» для саундтрека к фильму «Назад в будущее». В итоге, последний пригласил его стать звукорежиссёром своего третьего сольного альбома, однако, проект перерос в полноценный альбом Fleetwood Mac после того, как к нему присоединились остальные участники группы.
Дэшут и Дроман вспоминали, что запись альбома была особенно утомительной даже по стандартам Fleetwood Mac. В какой-то момент они начали экспериментировать с замедлением песен, чтобы подобрать подходящие звуковые
текстуры. Иногда это удваивало продолжительность песни, из-за чего, по словам Дромана, их приходилось слушать по «десять мучительных минут». В итоге, утроив и учетверив получившиеся миксы, продюсерам удалось сделать звучание каждой песни «открытым и воздушным».
Несмотря на то, что запись заняла восемнадцать месяцев, Стиви Никс провела в студии всего две недели, поскольку в тот период активно продвигала свой третий сольный альбом Rock a Little. Певица отправила группе демоверсии песен записанных ей во время турне, чтобы они поработали над ними в её отсутствие. «Welcome to the Room… Sara» была вдохновлена её тридцатидневным пребыванием в реабилитационном центре имени Бетти Форд октябре 1986 года, с целью избавиться от кокаиновой зависимости (Никс использовала псевдоним «Сара Андерсон», когда регистрировалась в учреждении).
По признанию певицы, находясь в студии она не чувствовала внутренней мотивации: «Я помню, как поднималась по лестнице и мне даже не хотелось заходить внутрь … [Поэтому] я приезжала не очень часто». Поскольку вокальные сессии проходили в главной спальне Бакингема, Никс записывала свои партии для его песен в состоянии алкогольного опьянения; из-за чего большая их часть была удалена Бакингемом сразу после того как она уезжала обратно.
Бакингем записал часть вокала, используя Fairlight, один из первых сэмплерных синтезаторов. В «When I See You Again» он скомбинировал отдельные вокальные дубли Никс, позднее вспоминая: «Мне пришлось разбить слова и строчки на отдельные части, которые бы звучали как она, но, в то же время, не были бы ею». «По моему мнению, запись происходила когда каждый из нас находился на спаде. К началу работы над Tango in the Night, все мы вели погрязли в личных проблемах, тот период жизни однозначно не давал поводов для гордости».
Из-за усилившегося давления на Бакингема, чтобы он сосредоточил внимание на альбоме и занимался его раскруткой, вскоре после релиза Tango in the Night разногласия между музыкантами достигли апогея. На собрании группы в доме Кристин Макви, где должен был обсуждаться сопроводительный концертный тур, он объявил о своём уходе, что привело Никс в ярость. Бывших любовников пришлось сдерживать после того, как последовавший спор перерос в физическую ссору.
«Альбом был хорошо принят», — вспоминал Мик Флитвуд, «Отчасти грустно, что славу в полной мере не ощутил Линдси, потому что он ушёл [от нас] … Его заставили и убедили записать этот альбом — в основном я. И, к его чести, он отложил в сторону все, о чём мечтал, включая запись собственного альбома, для Fleetwood Mac, но потом понял, что совершил ошибку… Линдси не был услышан. Мы просто не поняли этого».
На место внезапно ушедшего Бакингема были наняты гитаристы Рик Вито и Билли Бёрнетт. Они заменили его в турне и оставались полноправными участниками группы до начала 1990-х.

## Выпуск и продажи
Tango in the Night — второй по популярности студийный альбом Fleetwood Mac после феноменально успешного Rumours, выпущенного десятью годами ранее. Последовавшие за ним пластинки, Tusk (1979) и Mirage (1982), хотя и пользовались большой популярностью, не смогли повторить успех своего предшественника. Tango in the Night стал мировым хитом, а несколько его синглов — лидерами чартов. Песни Кристин Макви «Little Lies» и «Everywhere», в частности, фигурируют на нескольких сборниках выпущенных в 1980-х.
Альбом достиг 7-го места в американском Billboard 200, продержавшись там в течение трёх недель, а также пробыв более семи месяцев в Top-20 и более десяти — в Top-40. В октябре 2000 года он был сертифицирован в США как трижды «платиновый». Четыре сингла пластинки вошли в Top-20 Billboard Hot 100: «Big Love» (№ 5), «Little Lies» (№ 4), «Everywhere» (№ 14) и «Seven Wonders» (№ 19). Альбом был особенно успешен в Великобритании, где возглавлял местный чарт трижды в течение 1987-88 годов, в общей сложности пробыв на его вершине пять недель и более восьми месяцев — в Top-10. Tango in the Night занимает 7-е место среди самых продаваемых альбомов Великобритании в 1980-х, получи в этой стране 8-кратный «платиновый» статус (2,4 миллиона копий). В настоящее время он по-прежнему входит в число 100 самых продаваемых альбомов Британии всех времён. За пятнадцать месяцев в поддержку пластинки было выпущено шесть синглов, три из них вошли в лучшую десятку UK Singles Chart: «Big Love» (№ 9), «Little Lies» (№ 5) и «Everywhere» (№ 4). В общей сложности альбом провёл 115 недель в Top-75 UK Albums Chart.
Во многих странах были выпущены расширенные версии синглов «Big Love», «Seven Wonders», «Little Lies», «Family Man» и «Everywhere» (на 12-дюймовых пластинках) с ремиксами этих песен.

## Невошедший материал
Несколько песен, записанных во время сессий Tango in the Night, не вошли в финальную версию альбома и впоследствии стали би-сайдами. «You and I (Part I)» была выпущена на второй стороне сингла «Big Love». «Seven Wonders» — выпущена с инструментальным треком «Book of Miracles» (написанным Стиви Никсом) в качестве би-сайда. В 1989 году Никс переделала его в песню «Juliet» для своего сольного альбома The Other Side of the Mirror. Написанная Макви композиция «Ricky» фигурировала на второй стороне сингла «Little Lies», а «Down Endless Street» (Линдси Бакингема) — сингла «Family Man». Также Никс была автором ещё двух песен не попавших в альбом. «Ooh My Love», как и «Juliet», в итоге, попала на сольную пластинку Никс, а «Joan of Arc» так и не дождалась релиза. «Я все ещё хочу записать эту песню» — говорила певица, «В ней есть действительно хорошие моменты, но она недостаточно хороша для того, чтобы выпускать её в текущем виде».
Также «в стол были убраны» две композиции тандема Макви и Бакингема. Первая, «Where We Belong», включала в себя «фолковые гитарные переборы» Бакингема и «блестящую, попсовую мелодию» Макви, так и осталась в виде черновой наработки. Вторая, «Special Kind of Love», отличалась более отполированным звучанием и более законченным текстом. Впоследствии обе песни были включены в делюксовое издание Tango in the Night.
Альтернативный микс песни «Isn’t It Midnight» был выпущен на четырёхдисковом бокс-сете 25 Years – The Chain (1992) и существенно отличается от версии, включённой в альбом. В нём другой бэк-вокал и отсутствуют гитарные эффекты, которые, в конечном счёте, были добавлены Бакингемом в финальную, оригинальную версию песни.

## Делюксовое переиздание
В 2017 году было выпущено ремастированное «делюксовое» (Deluxe Edition) издание альбома. В его бонус-диск вошли обе половины композиции «You and I», впервые объединённые в единый трек, а также большинство песен, упомянутых выше. Несмотря на то, что переиздание было долгожданным, оно подверглось небольшой критике за скудный контент. На втором диске осталось ещё двадцать минут свободного места, а на DVD вообще не было концертов (которые, как правило, включают в релизы подобного рода). Аудиодорожки музыкальных клипов были взяты не с мастер-копий, также отсутствовал объёмный звук формата 5.1.

## Список композиций
| №  | Название             | Автор(ы)                       | Ведущий вокал | Длительность |
| -- | -------------------- | ------------------------------ | ------------- | ------------ |
| 1. | «Big Love»           | Линдси Бакингем                | Бакингем      | 3:37         |
| 2. | «Seven Wonders»      | Стив Никс Сэнди Стюарт [англ.] | Никс          | 3:38         |
| 3. | «Everywhere»         | Кристин Макви                  | К. Макви      | 3:48         |
| 4. | «Caroline»           | Бакингем                       | Бакингем      | 3:50         |
| 5. | «Tango in the Night» | Бакингем                       | Бакингем      | 3:56         |
| 6. | «Mystified»          | К. Макви Бакингем              | К. Макви      | 3:08         |

| №  | Название                      | Автор(ы)                      | Ведущий вокал   | Длительность |
| -- | ----------------------------- | ----------------------------- | --------------- | ------------ |
| 1. | «Little Lies»                 | К. Макви Эдди Квинтела        | К. Макви        | 3:40         |
| 2. | «Family Man»                  | Бакингем Ричард Дэшут [англ.] | Бакингем        | 4:08         |
| 3. | «Welcome to the Room... Sara» | Никс                          | Никс            | 3:37         |
| 4. | «Isn't It Midnight»           | К. Макви Квинтела Бакингем    | К. Макви        | 4:06         |
| 5. | «When I See You Again»        | Никс                          | Никс и Бакингем | 3:49         |
| 6. | «You and I, Part II»          | Бакингем К. Макви             | Бакингем        | 2:40         |

## Участники записи
| Fleetwood Mac - Линдси Бакингем — вокал, гитара, клавишные, синтезатор Fairlight CMI, синтезаторное программирование, бас-гитара, арфа, перкуссия, программирование ударных - Стиви Никс — вокал - Кристин Макви — вокал, клавишные, синтезаторы - Джона Макви — бас-гитара - Мик Флитвуд — ударные, перкуссия | Технический персонал - Линдси Бакингем — продюсер, аранжировки, дополнительный звукорежиссёр, концепция обложки - Ричардом Дэшут — продюсер, концепция обложки - Грег Дроман — звукорежиссёр - Стивен Маркуссен — мастеринг в студии Precision Lacquer (Голливуд, Калифорния) - Джон Кураж — координатор студии - Рой Хоппер — студийный персонал - Рэй Линдси — студийный персонал - Стив Маттеуччи — студийный персонал - Бретт-Ливингстон Стронг — автор обложки - Грег Горман — фотография для обложки - Джери Хайден — художественный руководитель |  |

## Чарты
| Чарт (1987—1988)                         | Высшая позиция |
| ---------------------------------------- | -------------- |
| Австралия (Kent Music Report)            | 5              |
| Австрия (Ö3 Austria)                     | 23             |
| Канада (RPM Top Albums/CDs)              | 5              |
| Нидерланды (Album Top 100)               | 2              |
| European Albums (Music & Media)          | 6              |
| Finnish Albums (Suomen virallinen lista) | 3              |
| French Albums (IFOP)                     | 25             |
| Германия (Offizielle Top 100)            | 2              |
| Japanese Albums (Oricon)                 | 14             |
| Новая Зеландия (RMNZ)                    | 9              |
| Норвегия (VG-lista)                      | 10             |
| Spanish Albums (AFYVE)                   | 34             |
| Швеция (Sverigetopplistan)               | 1              |
| Швейцария (Schweizer Hitparade)          | 7              |
| Великобритания (UK Albums Chart)         | 1              |
| США (Billboard 200)                      | 7              |

| Чарт (2017)                       | Высшая позиция |
| --------------------------------- | -------------- |
| Бельгия/Фландрия (Ultratop)       | 44             |
| Бельгия/Валлония (Ultratop)       | 62             |
| Нидерланды (Album Top 100)        | 35             |
| Ирландия (Irish Albums Chart)     | 42             |
| Шотландия (Scottish Albums Chart) | 17             |
| Великобритания (UK Albums Chart)  | 23             |
| US Billboard 200                  | 144            |

| Чарт (1987)                           | Позиция |
| ------------------------------------- | ------- |
| Australian Albums (Kent Music Report) | 6       |
| Canada Top Albums/CDs (RPM)           | 10      |
| Dutch Albums (Album Top 100)          | 11      |
| European Albums (Music & Media)       | 8       |
| German Albums (Offizielle Top 100)    | 9       |
| New Zealand Albums (RMNZ)             | 16      |
| UK Albums (Gallup)                    | 6       |
| US Billboard 200                      | 40      |

| Чарт (1988)                                 | Позиция |
| ------------------------------------------- | ------- |
| Australian Albums (Australian Music Report) | 40      |
| Canada Top Albums/CDs (RPM)                 | 85      |
| Dutch Albums (Album Top 100)                | 1       |
| European Albums (Music & Media)             | 9       |
| German Albums (Offizielle Top 100)          | 11      |
| UK Albums (Gallup)                          | 9       |
| US Billboard 200                            | 49      |

| Чарт (1980—1989)                      | Позиция |
| ------------------------------------- | ------- |
| Australian Albums (Kent Music Report) | 33      |
| UK Albums (Gallup)                    | 7       |

## Сертификация и продажи
| Регион | Сертификация  | Продажи    |
| --- | ------------- | ---------- |
| Австралия (ARIA) | 4× Платиновый | 300,000    |
| Австралия (ARIA) · video | Золотой       | 7500^      |
| Канада (Music Canada) | 5× Платиновый | 500 000^   |
| Дания (IFPI Danmark) | Золотой       | 10 000     |
| Германия (BVMI) | 2× Платиновый | 1 000 000^ |
| Гонконг (IFPI Hong Kong) | Золотой       | 10 000*    |
| Италия | —             | 100,000    |
| Нидерланды (NVPI) | Платиновый    | 100 000^   |
| Новая Зеландия (RMNZ) | Платиновый    | 15 000^    |
| Испания (PROMUSICAE) | Платиновый    | 100 000^   |
| Швейцария (IFPI Switzerland) | Платиновый    | 50 000^    |
| Великобритания (BPI) | 8× Платиновый | 2,500,000  |
| США (RIAA) | 3× Платиновый | 3 000 000^ |
| США (RIAA) · video | Золотой       | 50 000^    |
| Итого |               |            |
| Мир | —             | 15,000,000 |
| * Данные о продажах приведены только на основе сертификации. · ^ Данные о тиражах приведены только на основе сертификации. · Данные о продажах + прослушиваниях приведены только на основе сертификации. |               |            |